# 金希澈媒体作品列表

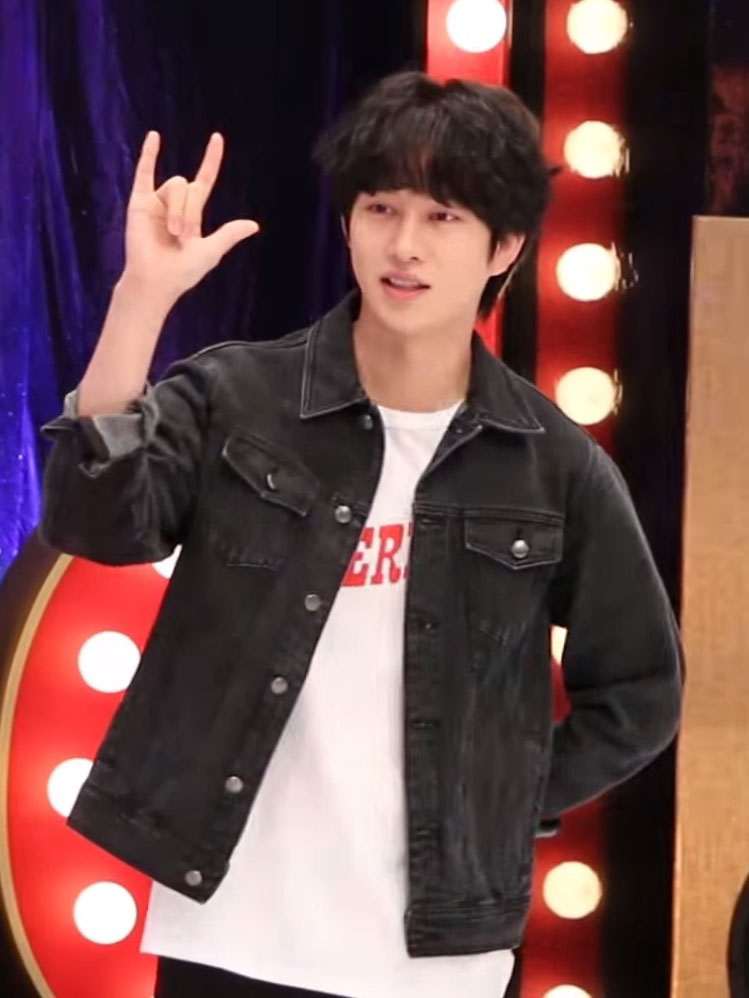
2017年11月9日，制作发布会现场

金希澈媒体作品列表，主要列举韩国艺人金希澈历年参与的电影、电视剧、MV、综艺节目、电台、音乐舞台等。

## 影視作品

### 電視劇
| 年份   | 電視台 | 劇名                             | 角色   | 性質       |
| 2005年 | KBS2   | 《玉琳的成長日記 2》             | 白真宇 | 第二男主角 |
| 2005年 | KBS2   | 《愛情中毒》                     | 俊浩   | 客串       |
| 2005年 | MBC    | 《彩虹羅曼史》                   | 金希澈 | 主演       |
| 2006年 | SBS    | 《不良家族》                     | 孔旻   | 配角       |
| 2007年 | SBS    | 《黃金新娘》                     | 金英修 | 配角       |
| 2009年 | MBC    | 《泰熙慧喬智賢》                 | 金希澈 | 客串       |
| 2009年 | SBS    | 《愛你千萬次》                   | 李哲   | 配角       |
| 2010年 | SBS    | 《我是傳說》                     | 金希澈 | 客串       |
| 2011年 | CCTV   | 《青春旋律》                     | 申泰一 | 客串       |
| 2013年 | SBS    | 《欲戴王冠，必承其重－繼承者們》 | 金希澈 | 客串       |
| 2014年 | tvN    | 《花樣爺爺搜查隊》               | 朴政宇 | 主演       |

### 網路劇
| 年份   | 播放平台   | 劇名         | 角色   | 性質 |
| 2021年 | BBANGYA TV | 《青春配方》 | 全勝基 | 主演 |

### 電影
| 年份   | 戲名                          | 角色               | 性質     |
| 2007年 | 花美男連鎖恐怖事件            | 舞蹈社社長         | 主演     |
| 2007年 | 鼠來寶                        | 賽門（Simon）      | 韩版配音 |
| 2011年 | Super Show 3 SJ演唱会3D大电影 | 本人               | -        |
| 2016年 | 再見單身                      | 在電視台的偶像歌手 | 特别出演 |
| 2019年 | 只有我沒有貓                  | 愛                 | 聲音出演 |

### 音樂劇
| 年份   | 劇名       | 角色 | 性質   |
| 2008年 | 《仙那度》 | Sony | 男主角 |

### 參與音樂錄影帶(MV)
團體MV，請參閱Super Junior參演MV列表。
| 年份   | MV                 | 歌手                 | 合作演員                                              | 備註 |
| 2007年 | 《飛行少女》       | Magolpy              | 金香起、Eru、朴有天 、強仁、 神童、金章勳、朴俊炯     |      |
| 2010年 | 《內心冰冷的男子》 | TRAX                 | Victoria                                              |      |
| 2010年 | 《Shady Girl》     | SISTAR               | 金京振                                                |      |
| 2010年 | 《KingWangZzang》  | Defconn (Feat. 希澈) | 不適用                                                |      |
| 2011年 | 《Close Ur Mouth》 | M&D                  | 金政模、Simon D、Zia、李洪基、 崔鍾訓、龍俊亨、金京振 |      |
| 2011年 | 《離別真的如我》   | 金章勳、金希澈       | 不適用                                                |      |
| 2013年 | 《請開門吧》       | 任昌丁               | 不適用                                                |      |
| 2015年 | 《I Wish》         | M&D                  | Yerin                                                 |      |
| 2016年 | 《蔚山岩》         | M&D                  | 鄭彩娟                                                |      |
| 2016年 | 《蝴蝶睡姿》       | 金希澈 X 閔庚勳      | 認識的哥哥、Momo                                      |      |
| 2017年 | 《Charm of Life》  | 神童、銀赫、頌樂     | 不適用                                                |      |
| 2018年 | 《後遺症》         | 金希澈 X 閔庚勳      | 朴美善、李常敏、盧知宣                                |      |
| 2019年 | 《White Winter》   | 金希澈 X 李壽根      | ITZY、神童                                            |      |
| 2020年 | 《閒良》           | 金希澈 X 閔庚勳      | DinDin、BIBI、ATEEZ                                   |      |
| 2021年 | 《SsakSsakYi》     | 認識的哥哥           | 不適用                                                |      |
| 2021年 | 《Do Not U turn》  | 朴君                 | 金鐘國、李常敏、徐南勇、李準赫                        |      |

## 綜藝節目

### 固定綜藝節目
進行中

| 日期                                                  | 電視台            | 節目名稱                             | 備註 |
| 2005年7月29日—2006年3月17日                           | KM                | 《Show Music Tank》                  | |
| 2005年11月20日                                        | SBS               | 《人氣歌謠》                         | 與韓孝周、全慧彬共同主持                                                                                     |
| 2006年4月16日                                         | SBS               | 《人氣歌謠》                         | 與始源共同主持                                                                                               |
| 2006年5月14日—2006年7月16日                           | SBS               | 《人氣歌謠》                         | 與具惠善共同主持                                                                                             |
| 2007年2月11日                                         | SBS               | 《人氣歌謠》                         | 與強仁共同主持                                                                                               |
| 2007年2月25日—2007年10月7日                           | SBS               | 《人氣歌謠》                         | 與張根碩共同主持                                                                                             |
| 2007年10月21日—2007年10月28日                         | SBS               | 《人氣歌謠》                         | 與李昇基共同主持                                                                                             |
| 2007年11月11日—2008年5月4日                           | SBS               | 《人氣歌謠》                         | 與宋智孝共同主持                                                                                             |
| 2008年1月21日—2008年2月25日                           | SBS               | 《8 vs.1》                           | |
| 2008年10月25日—2009年1月23日                          | Mnet              | 《Band of Brother》                  | 與强仁、金政模、JAY共同出演                                                                                  |
| 2008年9月14日（中秋特輯） 2008年11月1日—2008年12月6日 | SBS               | 《因為喜歡 做個好爸爸》              | 與李洪基、金建模、金亨范、劉世允共同出演（女兒 李孝貞）                                                      |
| 2008年12月13日—2009年1月24日                          | SBS               | 《因為喜歡 做個好爸爸》              | 與李洪基、金建模、金亨范、劉世允共同出演（女兒 尹珍恩）                                                      |
| 2010年5月30日—2010年7月11日                           | SBS               | 《家族的誕生》第二季                 | 固定出演（第12集加入）                                                                                       |
| 2010年11月3日—2010年11月17日                          | MBC               | 《黃金漁場 Radio Star》              | 特邀MC |
| 2010年12月8日—2011年10月5日                           | MBC               | 《黃金漁場 Radio Star》              | 固定MC |
| 2011年1月6日—2011年5月26日                            | MBC               | 《回憶閃耀的夜晚》                   | 與柳時元、李敬實、李洪烈、尹正秀、洪瑞範、朴徽淳共同主持                                                     |
| 2011年6月4日—2011年9月10日                            | KBS               | 《自由宣言星期六—Secret》            | 與李輝宰、申奉仙、金台鉉共同主持                                                                             |
| 2013年9月26日—2014年7月24日                           | JTBC              | 《舌戰》                             | 固定MC |
| 2014年4月5日—2014年7月12日                            | MBC               | 《我們結婚了 (世界版)》第二季        | 固定出演，與郭雪芙為假想夫婦                                                                                 |
| 2014年9月26日                                         | MBC               | 《說出你的願望》                     | 與金聖柱、金栽經、劉永碩共同主持                                                                             |
| 2015年1月10日—2015年3月21日                           | 浙江衛視          | 《一路上有你》第一季                 | 單獨主持，固定成員為张智霖、袁咏仪、赫子铭、何洁、田亮、叶一茜                                               |
| 2015年1月25日                                         | SBS               | 《人氣歌謠》                         | 800集特別MC（與宋智孝、鄭容和、珉雅共同主持)                                                                 |
| 2015年1月21日—2015年4月15日                           | tvN               | 《周三美食匯》                       | 與全炫茂、洪信愛、黃教義、康容碩、金庾石、朴容仁共同主持                                                     |
| 2015年4月5日—2015年6月21日                            | KBS               | 《A style for you》                  | 與具荷拉、Hani、寶拉共同主持                                                                                 |
| 2015年6月28日—2015年8月2日                            | Olive TV          | 《MAPS》                             | 與Simon D、Yuri、崔江姬共同主持                                                                              |
| 2015年12月16日                                        | MBC               | 《一週的偶像》                       | 代班主持 |
| 2015年12月5日—至今                                    | JTBC              | 《認識的哥哥》                       | 與姜鎬童、李壽根、金榮澈、徐章煇、李常敏、閔庚勳、李陳鎬共同主持                                             |
| 2016年3月12日—2016年5月28日                           | 浙江衛視          | 《一路上有你》第二季                 | 單獨主持，固定成員為张智霖、袁咏仪、沙溢、胡可、王岳倫、李湘                                                 |
| 2016年4月6日—2016年9月28日                            | MBC               | 《一週的偶像》                       | 與Hani、Defconn代班主持                                                                                      |
| 2016年6月17日                                         | SBS MTV           | 《THE SHOW》                         | 特別主持（與周覓、Momo、彩瑛共同主持）                                                                       |
| 2016年11月10日—2017年3月31日                          | Channel A         | 《Singderella》                      | 與李壽根、文熙俊、金泰宇、崔成國、姜成妍、韓錫俊共同主持 2017年2月24日改版，與李壽根、文熙俊、金聖圭共同主持 |
| 2016年11月11日—2017年1月27日                          | JTBC              | 《幻影歌手》                         | 與全炫茂共同主持                                                                                             |
| 2016年12月1日—2017年2月16日                           | OnStyle           | 《Lipstick Prince》第一季            | 固定成員為Tony An、徐恩光、Shownu、金路雲、金道英、P.O、U-Kwon                                               |
| 2016年12月4日—2017年5月21日                           | MBC               | 《隱秘而偉大》                       | 與尹鐘信、李壽根、李國主、John Park共同主持                                                                  |
| 2016年12月19日—2018年1月13日                          | SBS               | 《Game show遊戲樂樂》                | EP.1－EP.34與張藝媛、斐晟宰共同主持 EP.35－EP.50與洪榛浩、李陳鎬、金素慧、神童共同主持                       |
| 2017年1月30日                                         | KBS               | 《Syndrome Man》                     | 與金九拉、金旻鐘、鄭容和共同主持                                                                             |
| 2017年3月16日—2017年3月23日                           | KBS               | 《自豪房的客人》                     | 與朴明洙共同主持 （試播，共2集）                                                                             |
| 2017年3月30日—2017年6月1日                            | OnStyle           | 《Lipstick Prince》第二季            | 固定成員為Tony An、徐恩光、Shownu、金路雲、Johnny、P.O、VIXX N                                               |
| 2017年4月30日                                         | SBS               | 《人氣歌謠》                         | 代班主持 |
| 2017年5月18日—2019年4月11日                           | tvN               | 《人生酒館》第二季                   | 與申東燁、金峻鉉、韓惠珍共同主持                                                                             |
| 2017年6月6日—2017年9月5日                             | KBS               | 《鍋墊》                             | 與李敬揆、安在旭、柳熙烈共同主持，出演EP1、EP3、EP6、EP13。                                                  |
| 2017年7月13日—2017年9月29日                           | Mnet              | 《偶像學校》                         | 班主任 |
| 2017年10月2日—2018年1月12日                           | JTBC              | 《理論上完美的男人》                 | 與申東燁共同主持                                                                                             |
| 2017年10月14日—2018年1月6日                           | E channel         | 《我女兒的男人們：爸爸正在看》第二季 | 與申鉉濬、李壽根、素珍共同主持                                                                               |
| 2018年1月26日—2018年4月13日                           | XtvN、tvN         | 《SUPER TV》第一季                   | Super Junior團體綜藝節目                                                                                     |
| 2018年3月3日—2018年6月9日                             | KBS               | 《1%的友情》                         | 與裴哲秀、安貞煥共同主持                                                                                     |
| 2018年4月15日—2018年7月15日                           | E channel         | 《我女兒的男人們：爸爸正在看》第三季 | 與申鉉濬、李壽根、素珍共同主持                                                                               |
| 2018年6月7日—2018年8月23日                            | XtvN、tvN         | 《SUPER TV》第二季                   | Super Junior團體綜藝節目                                                                                     |
| 2018年7月15日—2018年8月26日                           | TV朝鮮            | 《窮遊去哪裡》                       | 與金榮澈、盧弘喆共同主持                                                                                     |
| 2018年9月22日                                         | JTBC              | 《PICK Me PICK 米》                  | 與神童共同主持 (中秋節特輯)                                                                                  |
| 2018年10月14日—2019年1月6日                           | E channel         | 《我女兒的男人們：爸爸正在看》第四季 | 與申鉉濬、李壽根、素珍共同主持                                                                               |
| 2018年11月2日—2018年12月21日                          | MBC               | 《Begin a Game》                     | 與神童、金峻鉉共同主持                                                                                       |
| 2019年2月5日—2019年2月26日                            | KBS               | 《六方會談》                         | 與李敬揆、金龍萬、朴明秀、張東民、張度練共同主持                                                             |
| 2019年5月1日—2019年6月19日                            | tvN               | 《工作室》                           | 與申東燁共同主持                                                                                             |
| 2019年5月18日—2019年5月25日                           | SBS               | 《白種元的神秘廚房》                 | 與白種元、金聖柱共同主持                                                                                     |
| 2019年5月19日—2019年9月1日                            | Channel A         | 《為什麼來我家》                     | 與韓惠珍、金信英、Austin Kang共同主持                                                                        |
| 2019年6月16日—2019年7月21日                           | E channel         | 《我兄弟的戀人們》                   | 與李壽根共同主持                                                                                             |
| 2019年6月26日—2019年11月20日                          | KBS2              | 《曖昧生存戰1+1》                    | 與李壽根、韶宥、P.O共同主持                                                                                  |
| 2019年7月13日—2019年7月21日                           | OGN               | 《遊戲偶運會2019-黃金卡片》          | 與神童共同主持                                                                                               |
| 2019年8月3日—2019年9月7日                             | JTBC              | 《獨族App》                          | 由全炫茂主持，固定成員為姜漢娜、閔庚勳、JEA 、Angelina Danilova                                              |
| 2019年8月17日—2019年11月2日                           | Channel A         | 《給狗糧的男人 - 狗貓的旅行》        | 固定成員為朴施厚、金智敏                                                                                     |
| 2019年8月25日—至今                                    | SBS               | 《我家的熊孩子》                     | 由申東燁、徐章煇主持，固定成員為朴修弘、李常敏、金鍾國、洪真英                                               |
| 2019年9月24日—2019年12月11日                          | B TV              | 《Studio 音樂堂》第一季              | 與金伊娜、裴順卓共同主持                                                                                     |
| 2019年12月5日—2021年6月10日                           | SBS               | 《美味的廣場》                       | 與白種元、梁世炯、金桐俊共同主持                                                                             |
| 2020年1月20日                                         | KBS2              | 《The Dreamer》                      | 與朴素賢共同主持                                                                                             |
| 2020年1月21日—2020年4月7日                            | Mnet              | 《Studio 音樂堂》第二季              | 與金伊娜、裴順卓共同主持                                                                                     |
| 2020年2月10日—2020年4月27日                           | JTBC              | 《77億的愛情》                       | 與申東燁、劉寅娜共同主持                                                                                     |
| 2020年3月27日—至今                                    | KBS Joy           | 《20世紀Hit Song》                   | 與金玟我共同主持                                                                                             |
| 2020年10月2日—2020年12月14日                          | KBS2              | 《全校Top10》                        | 與李笛共同主持                                                                                               |
| 2020年10月4日                                         | SBS               | 《宅家合唱團》                       | 由全炫茂主持，固定成員為曹世鎬、張度練、宋旻浩、宋歌人（中秋節特輯）                                         |
| 2020年10月31日—2021年1月2日                           | JTBC、Youtube     | 《認識的哥哥課後活動—宇宙嘻哈鬼》    | 與閔庚勳共同主持                                                                                             |
| 2020年12月29日—2021年2月16日                          | KBS2              | 《屋塔房的問題兒童們》               | 代班主持（EP110-117）                                                                                        |
| 2021年2月17日—2021年5月12日                           | Channel A         | 《Friends》                          | 與李常敏、神童、勝熙共同主持                                                                                 |
| 2021年2月22日—2021年5月17日                           | JTBC              | 《獨立萬歲》                         | 與Boom共同主持，第7集起單獨主持                                                                              |
| 2021年3月23日—2021年7月6日                            | Channel A、sky TV | 《鋼鐵部隊》第一季                   | 與金聖柱、張東民、金東炫、崔英宰、Chuu共同主持                                                               |
| 2021年5月28日—2021年8月18日                           | MBN               | 《迷上韓國-國際夫婦》第一季          | 與金元熙共同主持                                                                                             |
| 2021年8月26日—2021年10月18日                          | JTBC              | 《Petkage》                          | 與太妍、洪賢姬、姜其永共同主持                                                                               |
| 2022年2月22日—2022年6月7日                            | Channel A、sky TV | 《鋼鐵部隊》第二季                   | 與金聖柱、張東民、金東炫、崔英宰、安俞真共同主持                                                             |
| 2022年10月23日—至今                                   | KBS2              | 《社長的耳朵是驢耳朵》               | 與金淑、全炫茂共同主持（第179集加入）                                                                        |
| 2023年2月21日                                         | KBS World         | 《WE L!VE》                          | 單獨MC |
| 2023年9月19日—至今                                    | Channel A、ENA    | 《鋼鐵部隊》第三季                   | 與金聖柱、金東炫、崔英宰、尹斗俊、Chuu共同主持                                                               |

### 網路綜藝節目
進行中 

| 日期                          | 網絡頻道                     | 節目名稱                            | 備註                                          |
| 2017年10月9日—2017年11月17日  | NAVER TV、V LIVE             | 《SJ Returns》第一季                | Super Junior團體綜藝節目                      |
| 2018年11月5日—2018年12月26日  | NAVER TV、V LIVE             | 《SJ Returns》第二季                | Super Junior團體綜藝節目                      |
| 2019年6月10日—2019年7月27日   | Youtube                      | 《高中帶貨王》第一季                | MC                                            |
| 2019年10月31日—2020年1月24日  | Youtube                      | 《希澈家神童的PC房》                | 與神童共同主持                                |
| 2020年3月23日—2020年5月8日    | Youtube                      | 《高中帶貨王》第二季                | MC                                            |
| 2020年9月1日—2020年11月20日   | Kakao TV                     | 《我的夢想是Ryan》                  | 與沈亨倬共同主持                              |
| 2020年10月28日—2020年11月25日 | Youtube                      | 《小食堂》                          | 與李娜恩、金風共同主持                        |
| 2020年12月23日—2021年4月17日  | NAVER TV                     | 《名人的私生活》                    | 固定成員為BoA、Yuri、秀賢                     |
| 2021年4月16日—2021年6月4日    | Youtube                      | 《迷妹的旅行》                      | 金希澈篇                                      |
| 2021年8月4日—2021年8月25日    | Youtube                      | 《門派是第一次》                    | 與神童、南珠、夏榮共同主持                    |
| 2021年8月13日—2021年8月25日   | Kakao TV、Youtube            | 《真實營銷秀 - Production Z》       | 與劉在錫、美珠、勝熙、鄭世雲共同出演          |
| 2021年11月11日—2022年4月15日  | Youtube                      | 《街頭酒霸王》第一季                | 單獨MC                                        |
| 2021年11月20日—2021年12月11日 | Netflix                      | 《New World: 虛擬貨幣爭霸戰》第一季 | 與李昇基、殷志源、Kai、朴娜勑、趙寶兒共同出演 |
| 2022年2月11日—2022年4月6日    | Youtube、Kakao TV、NAVER Now | 《真實營銷秀 - Production 522》     | 與劉在錫、車勝元、美珠、勝熙共同出演          |
| 2022年3月4日—2022年7月1日     | Youtube、AfreecaTV           | 《遊戲附錄》第一季                  | 與金成會、成勝憲共同主持                      |
| 2022年4月5日—2022年4月15日    | Youtube                      | 《Lineage W Rap Up》                | 與神童共同主持                                |
| 2022年6月16日—2022年11月17日  | Youtube                      | 《街頭酒霸王》第二季                | 單獨MC                                        |
| 2022年9月22日—2022年12月30日  | Youtube、AfreecaTV           | 《遊戲附錄》第二季                  | 與金成會、成勝憲共同主持                      |
| 2022年10月5日—2022年12月14日  | Disney+                      | 《粉紅謊言》                        | 與李先彬、宋元錫、Ralral共同主持              |
| 2023年6月2日—至今             | Youtube、AfreecaTV           | 《遊戲附錄》第三季                  | 與金成會、成勝憲共同主持                      |
| 2023年7月14日—至今            | Wavve                        | 《One Earth: ARTPIA》               | 單獨MC                                        |

### 活動主持
| 日期           | 活動名稱                                | 合作藝人             |
| 2008年6月7日   | 第14屆 夢想演唱會                       | 朴修弘、宋智孝       |
| 2009年10月10日 | 第15屆 夢想演唱會                       | MC夢、宋智孝         |
| 2009年12月29日 | SBS歌謠大戰                             | 朴信惠、鄭容和       |
| 2010年5月22日  | 第16屆 夢想演唱會                       | 玉澤演、申世景       |
| 2010年12月29日 | SBS歌謠大戰                             | 黃正音、鄭容和、趙權 |
| 2011年5月28日  | 第17屆 夢想演唱會                       | 具荷拉、宋仲基       |
| 2013年12月29日 | SBS歌謠大戰                             | 成始璄、Dara         |
| 2015年11月18日 | 李洪基 <FM302> Showcase                 | 不適用               |
| 2017年1月19日  | 第26屆首爾歌謠大賞                      | 卓在勳、全昭彌       |
| 2017年2月27日  | Lovelyz <R U Ready?> Showcase           | 潤相                 |
| 2017年12月29日 | MBC演藝大獎                             | 韓惠珍、梁世炯       |
| 2018年1月25日  | 第27屆首爾歌謠大賞                      | 申東燁、金所炫       |
| 2019年1月15日  | 第28屆首爾歌謠大賞                      | 申東燁、金所炫       |
| 2019年7月29日  | ITZY <It'z ICY> Showcase                | 不適用               |
| 2019年12月20日 | 2019無煙Festival                        | 曹正石               |
| 2020年1月30日  | 第29屆首爾歌謠大賞                      | 申東燁、趙寶兒       |
| 2020年8月21日  | 三星Galaxy Fan Party @Home              | 徐景煥               |
| 2020年11月13日 | PUBG Mobile X Blackpink "Fun Match"     | 不適用               |
| 2020年12月25日 | SBS歌謠大戰                             | Boom、李娜恩         |
| 2021年1月31日  | 第30屆首爾歌謠大賞                      | 申東燁、秀英         |
| 2021年9月25日  | Netflix TUDUM:全球影迷盛會 - 韓國精選   | Kai                  |
| 2021年11月20日 | XR LIVE aespa SPECIAL EVENT "Party-On"  | 不適用               |
| 2022年7月30日  | 2022 aespa FAN MEETING : MY SYNK. aespa | 不適用               |
| 2022年9月24日  | 城東旅行可視電台                        | 不適用               |

### 電台主持
| 日期                        | 電台                 | 節目名稱                       | 合作藝人 |
| 2005年5月11日—2006年4月30日 | SBS Power FM         | 《金希澈朴喜本的Young street》 | 朴喜本   |
| 2010年3月29日—2011年6月26日 | SBS Power FM         | 《金希澈的Young street》       |          |
| 2012年1月20日—2012年5月18日 | 首爾城東區網絡廣電局 | 《金希澈的城東Cafe》           |          |
| 2013年1月14日—2013年7月26日 | 首爾城東區網絡廣電局 | 《金希澈的城東Cafe》           |          |
| 2021年5月14日—2021年7月30日 | 虎牙TV               | 《深夜電台•希Story-第一季》    |          |

## 演唱會
- 2011年6月10日、11日 SMTOWN 巴黎站
- 2016 Hee Chul首次亞洲巡迴個人粉絲見面會《2016金希澈宇宙大明星SHOW》

| 日期           | 演唱會站次 | 舉行地點         |
| 2016年7月23日  | 北京站     | 北京奧體中心     |
| 2016年7月27日  | 上海站     | 上海大舞台       |
| 2016年8月6日   | 廣州站     | 廣州天河體育館   |
| 2016年10月22日 | 台北站     | 台北國際會議中心 |

- SUPER JUNIOR-HEECHUL FANCLUB EVENT 2017 粉絲見面會

| 日期         | 演唱會站次 | 舉行地點    |
| 2017年1月7日 | 東京站     | 東京豊洲PIT |

- 宇宙大明星金希澈脫口秀 "HEETalk"

| 日期         | 演唱會站次 | 舉行地點                    |
| 2019年5月4日 | 首爾站     | 首爾奧林匹克公園 K-Art Hall |
| 2019年5月5日 | 首爾站     | 首爾奧林匹克公園 K-Art Hall |